# Montevarchi
Montevarchi és un municipi italià, situat a la regió de la Toscana i a la província d'Arezzo. L'any 2005 tenia 22.945 habitants.

## Personas
- Maria Elena Boschi, (1981), ministra